# Paritat de gènere
La paritat de gènere, entesa com una participació equilibrada de dones i homes en les posicions de poder i de presa de decisions en totes les esferes de la vida (polítiques, econòmiques i socials), constitueix una condició destacada per a la igualtat entre els sexes. De fet, el grau de paritat de les institucions polítiques i econòmiques es considera actualment un indicador de la qualitat democràtica dels països, integrant-se aquesta dada en nombrosos índexs internacionals. Una presència equilibrada d'homes i dones cerca que es reflecteixi millor la composició de la societat, que es garanteixin els interessos de les dones en l'elaboració de les polítiques públiques i es contribueixi a eliminar la percepció que la política és cosa d'homes. Aquest principi de presència equilibrada, estableix que, del conjunt de posicions a repartir (en una llista electoral, en un consell d'administració, en un òrgan de govern col·legiat, etc.) cap dels dos sexes hauria de tenir una proporció inferior al 40% ni superior al 60%, és a dir, en cap cas s'assigna el 40% a les dones.

## Tractats i recomanacions internacionals
L'articulació de la idea normativa de democràcia paritària s'ha construït a partir de múltiples fonaments recollits en diversos documents internacionals. En primer lloc, la Convenció sobre l'eliminació de totes les formes de discriminació contra la dona (Nacions Unides), de 18 de desembre de 1979, estableix en el Preàmbul que la màxima participació de la dona en totes les esferes, en igualtat de condicions amb l'home, és indispensable per al desenvolupament ple i complet d'un país, el benestar del món i la causa de la pau. En l'article 3 els Estats signants acorden prendre "en totes les esferes, i en particular en les esferes política, social, econòmica o cultural, totes les mesures apropiades per tal d'assegurar el ple desenvolupament de la dona, amb l'objectiu de garantir el dret i gaudi dels drets humans i les llibertats fonamentals en igualtat de condicions amb l'home", i en l'article 7 s'estableix el dret de les dones a participar en la formulació de les polítiques governamentals i en l'execució d'aquestes, i ocupar càrrecs públics i exercir totes les funcions públiques en tots els plans governamentals. La Cimera Dones al Poder (Atenes, 1992), on participaren dones ministres i ex ministres europees, donà com a resultat la Declaració d'Atenes, el primer document que plantejà la infra-representació de les dones com un dèficit de democràcia i que inaugurà la utilització del terme “democràcia paritària”: 
"La igualtat formal i informal de dones i homes és un dret humà fonamental. Les dones representen més de la meitat de la població. La igualtat requereix paritat en la representació i administració de les Nacions. Les dones representen la meitat del talent i habilitats potencials de la humanitat i la seva infra-representació en la presa de decisions és una pèrdua pel conjunt de la societat. La infra-representació de les dones en la presa de decisions impedeix que es tinguin en compte els interessos i necessitats del conjunt de la població. Una participació equilibrada de dones i homes en la presa de decisions produiria diferents idees, valors i estils de comportament necessaris per assolir un món més just i equilibrat per a tothom, tant per a les dones com per a les dones"
A la IV Conferència Mundial de les Dones de Nacions Unides celebrada a Beijing el 1995 així com en el marc de la Unió Europea i el Consell d'Europa, s'han aprovat també diferents compromisos pel que fa a l'equilibri de gènere en els espais de decisió. La Plataforma d'Acció de Beijing (1995) dedica un bloc sencer a l'exercici del poder i la presa de decisions i insta als Estats membres de les Nacions Unides a adoptar les mesures d'acció positiva necessàries per assolir la paritat en tots els òrgans governamentals i de l'administració pública. Així mateix, el 2003 el Consell d'Europa adoptà la Recomanació Rec(2003)3 sobre participació equilibrada de les dones i els homes en els processos de presa de decisió en els àmbits polític i públic, incloent aquí un mandat explícit als partits polítics perquè feminitzin els seus òrgans de direcció i les candidatures electorals. La Unió Europea hi ha proporcionat un suport absolut des de la seva incorporació al IV Pla per a la Igualtat d'Oportunitats entre Homes i Dones (1996-2000). Des d'aleshores, la Unió Europea ha realitzat diferents crides, la més recent el 2015, en una resolució del Parlament Europeu del 10 de març de 2015, on s'estableix el següent: 
| «                                                         | El Parlament Europeu fa èmfasi en el consens creixent a escala de la UE sobre la necessitat de promoure la igualtat de gènere, entre altres mitjans, a través de la participació de les dones en la presa de decisions econòmiques i polítiques, que és una qüestió de drets fonamentals i democràcia, ja que és el reflex actual d'un dèficit democràtic; acull amb satisfacció, per tant, els sistemes d'igualtat i quotes de gènere legislats i introduïts en alguns Estats membres i demana al Consell que adopti una posició en relació amb la proposta de Directiva destinada a millorar l'equilibri de gènere entre els administradors no executius de les empreses cotitzades, a fi que el procediment legislatiu segueixi endavant com més aviat millor; demana al Consell i a la Comissió Europea que adoptin les mesures necessàries per encoratjar els Estats membres a què facin possible la participació equilibrada de dones i homes en els diferents àmbits de presa de decisions; demana també que les institucions de la UE facin tot el possible per garantir la igualtat de gènere en el Col·legi de Comissaris i en els alts càrrecs de totes les institucions, agències, instituts i òrgans de la UE | » |
| — Resolució del Parlament Europeu del 10 de març de 2015. | |   |

La proposta de Directiva no va assolir el consens necessari entre els Estats membres per a ser aprovada. Tots aquests tractats, convenis i recomanacions tenen com a base comuna l'article 21 de la Declaració Universal de Drets Humans, que reconeix que tota persona té dret a participar en el govern del seu país.

## Mesures d'acció positiva
Dones i homes no participen encara de manera equilibrada en els espais de presa de decisions. D'una banda, el 2016 la mitjana mundial de dones diputades en els parlaments estatals és del 22,6 per cent, segons les dades de la Unió Interparlamentària. Mentre que en els països nòrdics hi ha un 41,1 per cent de diputades, un cop exclosos aquests països, la mitjana dels països de la OSCE és del 24,3 per cent, una proporció similar a la de l'Àfrica subsahariana (23,1%) i inferior a la de les Amèriques (27,4%). L'Àsia i els països àrabs presenten els percentatges més baixos (19,2% i 18,3%, respectivament). D'altra banda, les esferes de decisió en l'àmbit econòmic estan masculinitzades, amb un 23 per cent de dones en els consells d'administració de les principals grans empreses europees. Dels 28 bancs centrals dels països de la Unió Europea, a 2016 només un està dirigit per una dona i entre els governadors d'aquestes institucions només hi ha un 20 per cent de dones.
El sostre de vidre s'ha definit com aquelles barreres invisibles que impedeixen que les dones ocupin posicions de responsabilitat superat un determinat llindar, tant en l'àmbit polític, econòmic com social. La resistència a la seva desaparició, malgrat els avenços realitzats per les dones en les diferents esferes de la vida, s'explica per l'aplicació d'un ampli ventall de biaixos de gènere que impregnen l'organització i les pràctiques quotidianes dels centres de poder. Des d'aquest punt de vista, es pot parlar de relacions de poder de gènere arrelades en les institucions que reflecteixen, estructuren i reforcen una distribució asimètrica de privilegis entre homes i dones. Una mesura per assolir la paritat són les quotes.

### Quotes de gènere
Segons dades de la Unió Interparlamentària (IPU), a 1 d'abril de 2016, hi havia catorze països amb paritat en el seu parlament nacional. Tant en aquests casos com en altres països en què el percentatge de dones al parlament s'apropa al 40 per cent, s'han introduït mesures de discriminació positiva per afavorir la seva presència, en particular quotes de gènere. De fet, la utilització de quotes de gènere s'ha convertit en un fenomen global, amb més de cent països emprant-les per a la composició dels seus parlaments.
En alguns casos, les quotes han estat assumides de forma voluntària pels partits, respectant uns percentatges de representació mínima per a les dones (o uns percentatges màxims de representació per a qualsevol dels dos sexes) en l'elaboració de les candidatures electorals i en la composició dels seus òrgans executius. Aquestes quotes poden tenir un caràcter "tou" o "fort". Les quotes "toves" adopten la forma de recomanacions o objectius i sovint no estan codificades en els estatuts dels partits. En canvi, les quotes "dures" estan regulades en els estatuts dels partits, estableixen un objectiu de representació concret i van acompanyades de sancions en cas d'incompliment - per exemple, els òrgans centrals del partit modifiquen les llistes presentades per les seves branques a nivell de districte per assolir els percentatges de presència de dones i homes fixats en els estatuts. La major part dels partits polítics que han assumit quotes voluntàries tenen una ideologia d'esquerra o centre-esquerra.

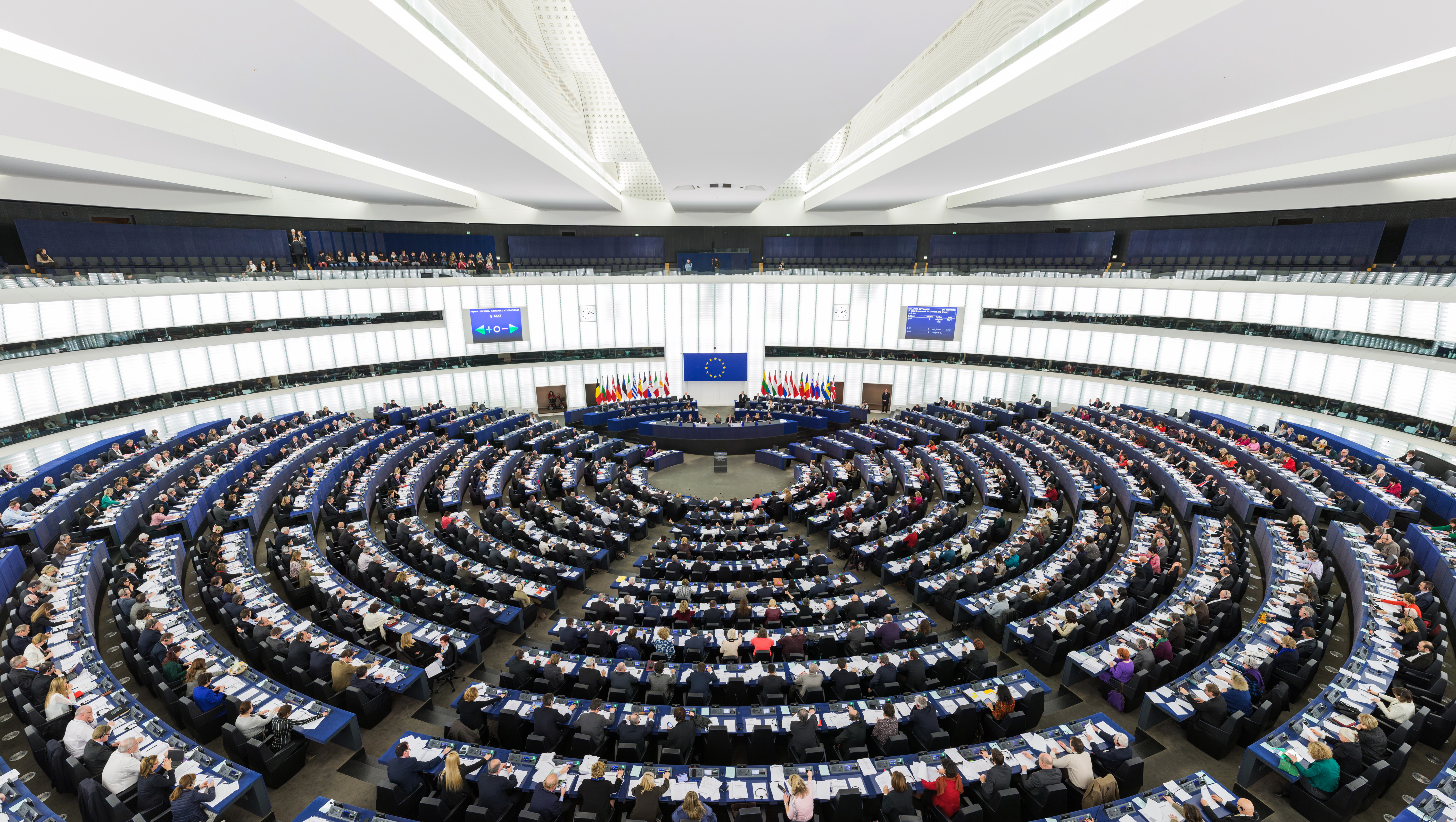
Parlament Europeu d'Estrasburg

En altres casos, els mecanismes d'acció positiva han tingut un caràcter legislatiu - introduïdes mitjançant una reforma constitucional, la reforma de la llei electoral o l'adopció d'una llei d'igualtat. Existeixen dos tipus de quotes legislatives, les quotes sobre les candidatures electorals i la reserva d'escons. Les quotes sobre les candidatures electorals obliguen els partits polítics a incloure a les llistes una determinada proporció de candidats i candidates. Les quotes sobre les candidatures electorals que asseguren un resultat paritari en la composició de les institucions són les llistes cremallera, on dones i homes s'alternen consecutivament de principi a fi de les llistes. A nivell mundial, ja són dotze els països que han incorporat les llistes cremallera: per ordre alfabètic, Bolívia, Bèlgica, Corea del Sud, Costa Rica, Equador, França, Lesotho, Líbia, Nicaragua, Senegal, Tunísia i Zimbàbue.
La reserva d'escons, en canvi, garanteix un determinat nombre d'escons per a dones diputades. Com expliquen Hinojosa i Piscopo: "Aquestes reserves funcionen de dues formes: els escons es designen com exclusius per a dones i s'assignen proporcionalment entre els partits polítics en funció dels vots obtinguts per cada partit (com al Pakistan i Bangladesh), o bé, els districtes electorals es designen com exclusivament de dones i les candidates competeixen entre si per aquests escons (com a Uganda i Marroc)".
Les primeres quotes legislatives van ser adoptades a l'Amèrica Llatina i posteriorment es van estendre a l'Europa occidental, l'Àfrica i l'Àsia. Entre els països europeus que les utilitzen hi trobem: Bèlgica (1994, reformada el 2002), Eslovènia (2006), Espanya (2007), França (2000, reformada el 2007), Grècia (2008), Polònia (2011) i Portugal (2006). Aquestes quotes s'utilitzen en totes les eleccions (europees, parlamentàries, regionals i municipals). Això no vol dir que les quotes de gènere en l'àmbit polític s'apliquin només en set països. En tots els països europeus hi trobem partits que han adoptat quotes voluntàries, tot i que el nombre de partits amb aquesta mesura dins cada país presenta una important variació. Les quotes legislatives també han estat promogudes per la comunitat internacional en els processos de promoció de la pau i de construcció de les institucions estatals en països post-conflicte.
A l'Estat espanyol algunes comunitats autònomes han introduït també quotes de gènere per a la composició de les llistes electorals: Andalusia, Castella-la Manxa, Catalunya, Illes Balears i País Basc.

### Generacions de quotes
La primera generació de quotes va abordar el desequilibri de gènere dels parlaments i dels partits polítics. La segona generació va promoure la presència de dones en els consells consultius de l'administració pública. Finalment, la tercera generació té com a objectiu assolir la paritat en els consells d'administració de les grans empreses, ja siguin públiques o privades. Tot i que la introducció de quotes legislatives per a l'àmbit econòmic avança de manera més lenta que les quotes aplicades en l'àmbit polític, s'observa una tendència creixent, sobretot en els països europeus.

### Arguments a favor i en contra[31]
| En contra | A favor |
| --- | --- |
| La representació política consisteix en la representació d'idees i no de grups socials | Les institucions haurien de reflectir els principals grups socials. Constituint les dones la meitat de la població, els haurien de correspondre la meitat dels càrrecs de decisió |
| La representació política és una qüestió de mèrits. | La representació política no consisteix únicament en mèrit i competència. Es tracta de representar el poble. D'altra banda, cal revisar els biaixos androcèntrics que impregnen la definició dels mèrits |
| Les quotes van en contra del principi d'igualtat d'oportunitats ja que es concedeix prioritat a un grup (les dones)                                                                                               | La representació política es refereix a drets i justícia. Les dones tenen dret com a ciutadanes a la igualtat de representació. |
| Les quotes són discriminatòries perquè afavoreixen les dones candidates a canvi d'apartar candidats més qualificats                                                                                               | Les quotes no són discriminatòries pels homes sinó que compensen les barreres existents que impedeixen que les dones accedeixin als càrrecs de decisió. |
| Les quotes restringeixen l'autonomia dels partits en el procés de selecció de candidatures. A més, les quotes no són democràtiques ja que l'electorat hauria de tenir l'última paraula sobre qui els representarà | Al contrari, les quotes limiten la tendència dels partits a designar principalment homes i els obliga a buscar candidates competents. Si els partits discriminen les dones, poden ser considerats organitzacions democràtiques? Per a l'electorat, s'amplien les oportunitats de votar a partits amb candidates dones |
| Moltes dones no volen ser elegides només porquè siguin dones. Les quotes contribueixen a fomentar la sospita que les dones han estat nomenades gràcies al seu gènere i no al seu talent                           | Les dones estan tan qualificades com els homes però llurs qualificacions són menystingudes en un sistema polític, econòmic i social dominat per homes |
| Les quotes són irrellevants. Dones i homes són iguals en la societat | La realitat posa en evidència la fal·làcia de la igualtat: les dones no gaudeixen de les mateixes oportunitats que els homes. Les quotes són un mètode temporal per augmentar el nombre de dones elegides de manera efectiva i ràpida mentre la igualtat de dones i homes no es produeixi de manera natural           |
| Les quotes per dones aniran seguides de demandes de quotes per altres grups, fet que produirà una «balcanització» de la política                                                                                  | La categoria gènere és la més transversal de totes les divisions socials existents |
| Moltes dones no volen ocupar càrrecs. Si ho volguessin, la xifra de dones en política augmentaria | Els biaixos de gènere patriarcals en l'organització de la societat, els partits i les institucions dificulten l'entrada de les dones en la política |

### Constitucionalitat de les quotes
La introducció de quotes legislatives no ha estat exempta de polèmica i ha comptat amb detractors entre certs partits i alguns membres de la judicatura. Per exemple, el 1982 a França i el 1995 a Itàlia els respectius tribunals constitucionals anul·laren les lleis de paritat per considerar que violaven la igualtat davant la llei i va ser necessari reformar la constitució abans de poder aprovar noves mesures d'aquest tipus. Una reforma constitucional també va precedir l'adopció de quotes a Bèlgica, Portugal i Grècia.
A l'Estat espanyol, el Partit Popular presentà un recurs d'inconstitucionalitat contra la reforma de la llei electoral introduïda per la Llei d'Igualtat. Aquest partit argumentava que les llistes paritàries imposades legalment suposen “una clara restricció de la lliure activitat" dels partits en la formació de candidatures, vulneren la prohibició de discriminar per motiu de sexe. El recurs va ser desestimat i la sentència del Tribunal Constitucional recorda que la Constitució empara la participació efectiva d'homes i dones en la vida política i que les quotes són una mesura raonable i proporcionada per garantir aquesta igualtat efectiva, ja que asseguren la semblança entre el conjunt de representants i representats. Així mateix, el Tribunal Constitucional argumentà que les quotes no violen la integritat del cos electoral perquè els candidats i candidates representen tot l'electorat i que no discriminen els homes perquè apliquen les mateixes proporcions per als homes que per a les dones. Finalment, el TC rebutjà que les quotes infringeixin la llibertat dels partits, ja que és la ciutadania i no els partits qui gaudeix dels drets de sufragi actiu i passiu. Els recursos d'inconstitucionalitat presentats pel PP contra les lleis autonòmiques en matèria de paritat a les llistes electorals també van ser rebutjats per l'alt tribunal.